# Perilampus hedychroides
Perilampus hedychroides är en stekelart som beskrevs av Walker 1871. Perilampus hedychroides ingår i släktet Perilampus och familjen gropglanssteklar. Inga underarter finns listade i Catalogue of Life.